# أندي جورمان
أندي جورمان (بالإنجليزية: Andy Gorman)‏ هو لاعب كرة قدم بريطاني في مركز الدفاع، ولد في 13 سبتمبر 1974 في كارديف في المملكة المتحدة. لعب مع كارديف سيتي.